# 阿克倫 (紐約州)
阿克倫（英語：Akron）是位於美國紐約州伊利縣的村。

## 人口
根據2020年美國人口普查的數據，阿克倫的面積為5.21平方千米，皆為陸地。當地共有人口2888人，而人口密度為每平方千米554人。